# Рошени (Њамц)
Рошени (рум. Roșeni) насеље је у Румунији у округу Њамц у општини Појана Тејулуј. Oпштина се налази на надморској висини од 552 m.

## Становништво
Према подацима из 2002. године у насељу је живело 79 становника, од којих су сви румунске националности.